# Willy Valcke
Willy Valcke (ur. ?, zm. ?) – belgijski żeglarz, olimpijczyk.
Na regatach rozegranych podczas Letnich Igrzysk Olimpijskich 1920 wystąpił w klasie klasie 6 metrów (formuła 1907) zajmując 4 pozycję. Załogę jachtu Suzy tworzyli również Raymond Bauwens i Louis Depière.